# Il Popolo Sammarinese
Il Popolo Sammarinese - Organo del Partito fascista sammarinese fu un quotidiano della Repubblica di San Marino, venne fondato nel 1926 da Giuliano Gozi ed era il giornale ufficiale del Partito Fascista Sammarinese sulla falsariga de Il Popolo d'Italia. Terminò le pubblicazioni il 28 luglio 1943 con la caduta del fascismo a San Marino.